# Мальме (хокейний клуб)
«Мальме Редгокс» (швед. Malmö Redhawks) — хокейний клуб з міста Мальме, Швеція.
Виступає в чемпіонаті Швеції у Шведській хокейній лізі.
Домашні ігри команда проводить на «Куп Арені» (6000 глядачів). Кольори клубу червоний і помаранчевий.

## Історія
Спочатку була секція в спортивному клубі Мальме. Голова клубу в 1970 році, Ерік Перссон, доклав зусилля, щоб витрачати більш значні витрати на секцію і вже в лютому 1972 року був заснований клуб. В сезоні 1984/85 команда отримує право виступати в першому дивізіоні. 
Сезон 1985/86 в групі Південь команда займає четверте місце, так само як і в наступному. 
Сезон 1987/88, команда закінчує на другому місці, але як і в попередні роки програють плей-оф до кваліфікації в Елітсерії.
Сезон 1988/89, здобувши 14 перемог в регулярному чемпіонаті (групи-Південь) клуб з Мальме посідає 3 сходинку, а в кваліфікаційному турнірі займають першу позицію. Пройшов клуб і всі три серії плей-оф, діставшись кваліфікаційного відбору, де окрім них грали: «Фрелунда», «Бйорклевен» (Умео) та ХК «Еребру». Переможцем кваліфікації став клуб «Фрелунда», «Мальме ІФ» посіли друге місце.
Сезон 1989/90 став найуспішнішим. Спершу «Мальме ІФ» виграли свою групу-Південь, потім зайняли перше місце у «Аллсвенскан», а в серії плей-оф переграли МОДО 3:0 та здобули право виступу в Елітсерії.
У перший рік перебування в Елітсерії «Мальме ІФ» досягає раунду плей-оф, але програють ХК «Лулео» 0:2.
Сезон 1991/92 «Мальме ІФ» виграє попередній етап, набравши 34 очка в 22 матчах, на наступному етапі вони посіли друге місце пропустивши вперед Фер'єстад. В чвертьфіналі переграли АІК 2:0, в півфіналі подолали «Брюнес» 2:0. Фінальна серія триває до трьох перемог «Мальме ІФ» та ХК «Юргорден» провели всі п'ять матчів в останньому перемогу здобули хокеїсти з Мальме, таким чином вони стали вперше в своїй історії чемпіонами Швеції.
30 грудня 1992 року команда здобула ще одну перемогу цього разу в Кубку європейських чемпіонів перегравши московське «Динамо» 4:3 по булітах.
У наступному році «Мальме ІФ» вдалося досягти тільки півфіналу (поступились «Брюнесу» 1:2), але вже через рік, відсвяткували перемогу, здолавши МОДО, після двох поразок виграли три матчі поспіль та стали чемпіонами Швеції, вдруге в своїй історії.
У сезоні 1994/95, клуб посилився кількома зірками НХЛ через локаут в останній. В серії плей-оф у  чвертьфіналі обіграли «Вестерос» ІК 3:1, а в півфіналі поступились ГВ-71 2:3. Наступні два сезони виходять у чвертьфінал, але програють в них. У 1997/98 «Мальме ІФ» взагалі не потрапляють в раунд плей-оф. Рік по тому, команда показала бойовий дух і дійшла до півфіналу, де поступилась МоДо 1:3. 
Наступні три сезони команда проводить досить рівно, постійно виходить в плей-оф, програючи чвертьфіналі серії. А в сезоні 2002/03 команда залишається за бортом плей-оф, а в клуба виникають фінансові труднощі (через відмову спонсора). Наступні сезони команда закінчує в зоні вильоту, що зрештою і відбувається в 2005 році.
З сезону 2005/06 виступають в Гокейаллсвенскан знаходячись здебільшого в середині турнірної таблиці.

## Досягнення
- Чемпіон Швеції 1992, 1994 років.
- Володар Кубка європейських чемпіонів 1993 року.

## Закріплені номери
- #1  Петер Ліндмарк
- #18  Патрік Сильвегорд
- #25  Кай Ульссон

## Відомі гравці
- Юга Рійгіярві
- Даніель Рідмарк
- Єспер Маттссон
- Раймо Хельмінен
- Маркус Турессон
- Марк Моверс
- Петер Андерссон
- Роберт Бураковські
- Бу Сванберг
- Роджер Еман
- Гокан Олунд
- Маркус Магнертофт
- Патрік Сундстрем
- Роджер Ганссон
- Мікаель Вольберг
- Матс Луг
- Матс Неслунд
- Кім Стаал
- Роберт Швегла
- Томас Сандстрем
- Давід Петрашек
- Міка Ганнула
- Юган Торнберг
- Петрі Ліматайнен
- Петер Гассельблад
- Ніклас Сундблад
- Ян Гаммар
- Матті Пауна
- Янне Оянен
- Юган Норгрен
- Андреас Гаделев
- Кім Юнссон
- Генрік Мальмстрем
- Карл Седерберг
- Єспер Дамгаард

## Домашня арена
«Мальме Арена» — багатофункціональна закрита арена, відкрита 6 листопада 2008 року. У травні цього року тут відбувся пісенний конкурс Євробачення 2013.